# روزی که سکوت مرد
روزی که سکوت مُرد (انگلیسی: El Día que Murió el Silencio) یک فیلم درام بولیویایی است که در سال ۱۹۹۸ منتشر شد. از بازیگران این فیلم می‌توان به داریو گراندینتی اشاره کرد. این فیلم نخستین بار در جشنواره بین‌المللی فیلم توکیو در سال ۱۹۹۸ به نمایش درآمد.